# Grace Kelly (sång)
Grace Kelly är en singel från 2007 av den libanesiske sångaren Mika. Den har varit singeletta i Storbritannien och Republiken Irland. Melodin är baserad på arian "Largo al factotum" ur operan Barberaren i Sevilla av Gioachino Rossini.

## Listplaceringar
| Lista (2007-2008)   | Topplacering |
| ------------------- | ------------ |
| Australien          | 2            |
| Belgien (Flandern)  | 2            |
| Belgien (Vallonien) | 1            |
| Danmark             | 3            |
| Finland             | 5            |
| Frankrike           | 82           |
| Italien             | 1            |
| Nederländerna       | 4            |
| Norge               | 1            |
| Nya Zeeland         | 2            |
| Schweiz             | 2            |
| Sverige             | 9            |
| Österrike           | 3            |

### Fotnoter
1. ↑  ”Grace Kelly” (på engelska). Songfacts. http://www.songfacts.com/detail.php?id=7779. Läst 21 juli 2017.
2. 1 2  ”Listplacering”. http://www.ultratop.be/nl/showitem.asp?interpret=Mika&titel=Grace+Kelly&cat=s. Läst 17 maj 2011.
3. ↑  ”Listplacering”. http://www.ultratop.be/fr/showitem.asp?interpret=Mika&titel=Grace+Kelly&cat=s. Läst 17 maj 2011.
4. ↑  ”Listplacering”. Arkiverad från originalet den 12 oktober 2012. https://web.archive.org/web/20121012210143/http://www.danishcharts.com/showitem.asp?interpret=Mika&titel=Grace+Kelly&cat=s. Läst 17 maj 2011.
5. ↑  ”Listplacering”. http://finnishcharts.com/showitem.asp?interpret=Mika&titel=Grace+Kelly&cat=s. Läst 17 maj 2011.
6. ↑  ”Listplacering”. http://lescharts.com/showitem.asp?interpret=Mika&titel=Grace+Kelly&cat=s. Läst 17 maj 2011.
7. ↑  ”Listplacering”. http://italiancharts.com/showitem.asp?interpret=Mika&titel=Grace+Kelly&cat=s. Läst 17 maj 2011.
8. ↑  ”Listplacering”. http://dutchcharts.nl/showitem.asp?interpret=Mika&titel=Grace+Kelly&cat=s. Läst 17 maj 2011.
9. ↑  ”Listplacering”. http://norwegiancharts.com/showitem.asp?interpret=Mika&titel=Grace+Kelly&cat=s. Läst 17 maj 2011.
10. ↑  ”Listplacering”. Arkiverad från originalet den 18 mars 2012. https://web.archive.org/web/20120318210749/http://charts.org.nz/showitem.asp?interpret=Mika&titel=Grace+Kelly&cat=s. Läst 17 maj 2011.
11. 1 2  ”Listplacering”. http://hitparade.ch/showitem.asp?interpret=Mika&titel=Grace+Kelly&cat=s. Läst 17 maj 2011.
12. ↑  ”Listplacering”. http://swedishcharts.com/showitem.asp?interpret=Mika&titel=Grace+Kelly&cat=s. Läst 17 maj 2011.